# Chisciöi
I chisciöi detti anche panel sono un piatto tipico della Valtellina: sono delle frittelle di grano saraceno con cuore di formaggio Valtellina Casera fuso, solitamente servite con verdura o salumi.
Sono delle saporitissime frittelle, composte da una base di farina di grano saraceno e dai formaggi della valle. Vengono fatti cuocere a fuoco lento, in olio, strutto o nel burro chiarificato. Una volta cotti assumono un colore dorato.
Questo piatto viene generalmente servito come antipasto o piatto unico, per via del suo grande apporto calorico. Proviene dalla tradizione gastronomica della alta valtellina. 
A Tirano (provincia di Sondrio) e Sernio ogni anno si tiene la sagra dei chisciöi.
Un tempo piatto povero, grazie allo zelante impegno della Confraternita del Chisciöl e dei vini del tiranese sta ora tornando come piatto importante nella ristorazione della media Valtellina.